# 情報ラヂオ・スパイス!
『情報ラヂオ・スパイス!』（じょうほうラヂオ スパイス）は、2002年4月8日から12月30日まで毎日放送ラジオ（MBSラジオ）で放送されていた生ワイド番組である。毎日放送ラジオ報道部の制作で、放送時間は毎週月曜 - 金曜 15:30 - 17:33 （日本標準時）。
番組タイトルの表記には揺れがあり、MBSラジオ公式サイト内でも表題通りの「情報ラヂオ・スパイス!」表記と、中黒の無い「情報ラヂオ スパイス!」表記が混在していた。

## 概要
毎日さまざまな分野の専門家をスタジオに招き、彼らから情報提供をしてもらっていた週5日間の帯番組。生放送の特性を活かし、リスナーからもその日の特集内容に対する意見を電話やFAXで寄せてもらっていた。
前番組『諸口あきらのイブニングレーダー』と同様に、番組は月曜 - 木曜の内容と金曜の内容を分けて放送。金曜放送分は『スパイス!金曜かわら版』と題して行われていた。月曜 - 木曜放送分は、「スパイス特集」「スパイス広場」のような週4日間毎日行う企画と、「火曜お金の相談室」「教えてドクター・木曜相談室」のような曜日ごとの企画によって構成されていた。対する『金曜かわら版』は、その週に伝えられた注目のニュースを桂かい枝が取り上げる「桂かい枝のニュース小ネタすくい」、リスナーから寄せられた時事ネタ川柳を近藤勝重が評価する「近藤流川柳道場」などの金曜独自の企画が中心となっていた。
また、当時ラジオ報道部に所属していたアナウンサー出身の千葉猛（2005年度からアナウンサーに復帰）が、ディレクターや取材を随時を担当。2002年5月23日放送分が、第40回ギャラクシー賞のラジオ部門で大賞を受賞した。しかし、番組自体は同年内で終了。翌2013年1月から、『MBSニュースワイドアングル』として再スタートを切った。

## 出演者
肩書は番組放送当時のものを記載。

### パーソナリティ
- リピート山中（ミュージシャン） - 月曜 - 木曜担当。
- 水野晶子（MBSアナウンサー） - 月曜・火曜・金曜担当。
- 魚住由紀（フリーアナウンサー） - 水曜・木曜担当。
- 近藤勝重（毎日新聞夕刊編集長）
- 平野幸夫（毎日新聞編集委員）
- 桂かい枝（落語家） - 金曜担当。

### その他の主な出演者
- 山中真（MBSアナウンサー） - 月曜・火曜の中継を担当[6]。
- 小野陶子（出演当時、MBSアナウンサー） - 水曜・木曜の中継を担当[6]。
- 伊東正治（出演当時、MBSアナウンサー） - 金曜の「伊東正治のB3探検隊」を担当[3]。